# کشتار ۱۹۴۱ اودسا

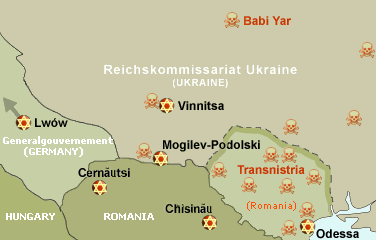
نقشه هولوکاست در اوکراین. محله یهودی نشین اودسا با ستاره طلایی قرمز مشخص شده‌است. کشتارهای ترنسستریا با جمجمه قرمز مشخص می‌شود.

کشتار ۱۹۴۱ اودسا نامی است که به قتل‌عام جمعیت یهودی اودسا و شهرهای کوچک اطراف در فرمانداری ترانس‌نیستریا در پاییز ۱۹۴۱ و زمستان ۱۹۴۲ زمانی که تحت کنترل رومانی قرار داشت، داده شده است. کشتار اودسا یکی از فجیع‌ترین قتل عام‌ها در منطقه اوکراین بود.
بسته به محدوده و چهارچوب پذیرفته‌شده، کشتار اودسا یا به اتفاقات ۲۲–۲۴ اکتبر ۱۹۴۱ که در آن حدود ۲۵ تا ۳۴ هزار یهودی گلوله‌باران یا سوزانده شدند، اشاره دارد یا به قتل بیش از صد هزار یهودی اوکراینی در شهر و نواحی بین رودهای نیستر و بوگ جنوبی در زمان اشغال آلمان و رومانی.